# 田口安麻呂
田口 安麻呂（たぐち の やすまろ、生没年不詳）は、奈良時代の貴族。姓は朝臣。官位は従五位下・陸奥介兼鎮守副将軍。

## 経歴
称徳朝の天平神護元年（765年）従五位下に叙爵する。天平神護3年（767年）3月に右衛士佐に任官するが、この時に藤原雄依が右衛士督に補せられている。同年7月に内竪省（内豎省）が設置されるとその大丞を兼任する。
その後、陸奥介として地方官に転じ、神護景雲2年（768年）鎮守副将軍を兼ねた。光仁朝の宝亀2年（771年）になって笠道引が陸奥介に任ぜられている。
なお、『平城宮木簡』4-4555号には「田口朝臣□□□」の名が記されており、安麻呂に比定されている。

## 官歴
注記のないものは『続日本紀』による。
- 時期不詳：正六位上
- 天平神護元年（765年） 11月5日：従五位下
- 天平神護3年（767年） 3月20日：右衛士佐、7月10日：内豎大丞
- 時期不詳：陸奥介
- 神護景雲2年（768年） 2月18日：兼鎮守副将軍